# Lars Krantz (serieskapare)
Lars Krantz, född 1979 i Falköping, år en svensk serieskapare.
Krantz är utbildad vid KV Konstskola och Serieskolan i Malmö. Alster av Krantz har bland annat publicerats i Galago och Denimzine. 2007 gavs hans skräckhistoria "Dödvatten" ut som en Lantis av Seriefrämjandet. Denna serie tecknades senare om av Krantz och inkluderades som första delen i hans egentliga debutseriealbum, som även det fick titeln "Dödvatten", utgivet av Kolik förlag 2009. Tillsammans med Fabian Göranson och Fredrik Quistbergh gjorde han seriealbumet "En hjälpande hand", en satir över svensk vapenexport, utgivet på Bokförlaget Atlas 2010. 
Krantz har givit ut flera utgåvor hos Apart förlag, i samarbete med andra författare. 2014 kom Äganderätten måste alltid omförhandlas (skriven av Pär Thörn), och året efter Achtung Blitzkrieg (med Jenny Högström).

## Utgivna album/böcker
- Lantis nr 36: "Dödvatten", Seriefrämjandet 2007. 20 s. sv/v.
- Dödvatten, Kolik förlag 2009. 144 s. sv/v. ISBN 9789197610346
- En hjälpande hand (med Fabian Göranson och Fredrik Quistbergh), Bokförlaget Atlas 2010. 72 s. sv/v. ISBN 978-91-7389-374-9.
- Äganderätten måste alltid omförhandlas (med Pär Thörn), Apart förlag 2014
- Achtung Blitzkrieg (med Jenny Högström), Apart förlag 2015

## Mer om Lars Krantz
- Ricki Neuman: "Serieromanen etableras i bokbranschen" (Svenska Dagbladet 30 januari 2009) Läs artikeln Läst 23 maj 2010